# تشي تشين تشانغ
تشي تشين تشانغ (بالصينية: 张之臻) هو لاعب تنس صيني محترف. وهو حاليًا لاعب التنس رقم 1 في الصين.  في سنة 2021، أصبح تشانغ أول رجل صيني في عصر التنس المفتوح فردي رجال يلعب في التشكيلة الاساسية في ويمبلدون. وصل إلى التصنيف الفردي الأعلى في مسيرته رقم 109 عالميًا في 17 أكتوبر 2022 وفي مسيرته الزوجي حصل على المرتبة رقم 211 عالميًا في سبتمبر 2017. وقد فاز بلقبين فرديين ولقبين زوجي في تحدي اتحاد لاعبي التنس المحترفين، واثنين من الألقاب الفردية واثنين من الألقاب الزوجية في جولات الـ ITF.